# Sopela
Sopela (en castellà Sopelana) és un municipi de Biscaia (País Basc), pertanyent a la comarca d'Uribe. Pel nord limita amb el mar Cantàbric, que fa que Sopela tingui espectaculars penya-segats i platges (Barinatxe, Arrietara, Atxabiribil i Meñakoz). El municipi de Barrika està situat al nord-est, Getxo al nord-oest, Urduliz al sud-est i Berango al sud-oest, limitant el municipi i compartint alguns dels seus accidents geogràfics més importants. D'aquesta forma, Urduliz i Sopela comparteixen el cordal de Freidemendi, lloc on està situada la Penya de Santa Marina, mentre que en el límit amb Berango podem trobar Urkogane, Sahierri, Sopelamendi i Munarrikolanda, elevacions de menys de 300 metres. Quant als rius, el Gobelas, que neix en la forest Ganes (Barrika) creua Sopela, creant la zona coneguda com a Ganebarri i arribant fins a la vega d'Urko, on s'uneix als afluents Lemosas i Saitu. Altres rierols travessen el municipi, alguns dels quals desemboquen en el mar, com és el cas de l'Iturralde.

## Història
Des de finals dels anys 80, la població de Sopela no ha parat de créixer i en l'actualitat ja té uns 12.500 habitants. Si bé durant la industrialització els habitants es van traslladar a nuclis urbans més poblats, a partir de la dècada dels 80 aquest tendència s'ha invertit. Sopela s'ha convertit en un municipi residencial, bé comunicat amb municipis més grans i amb Bilbao. El municipi ha passat de ser una destinació eminentment turística, on els propietaris dels pisos només venien a estiuejar, a convertir-se en el lloc de residència habitual dels seus habitants. La constant immigració adinerada que rep el municipi ha portat efectes com la inauguració en 2004 de l'Oficina de Turisme, altre punt d'informació de cara a l'estiu en 2005. El Hall Cultural de l'ajuntament recull totes les activitats culturals, ja que en el poble no existeix cap casa de cultura.

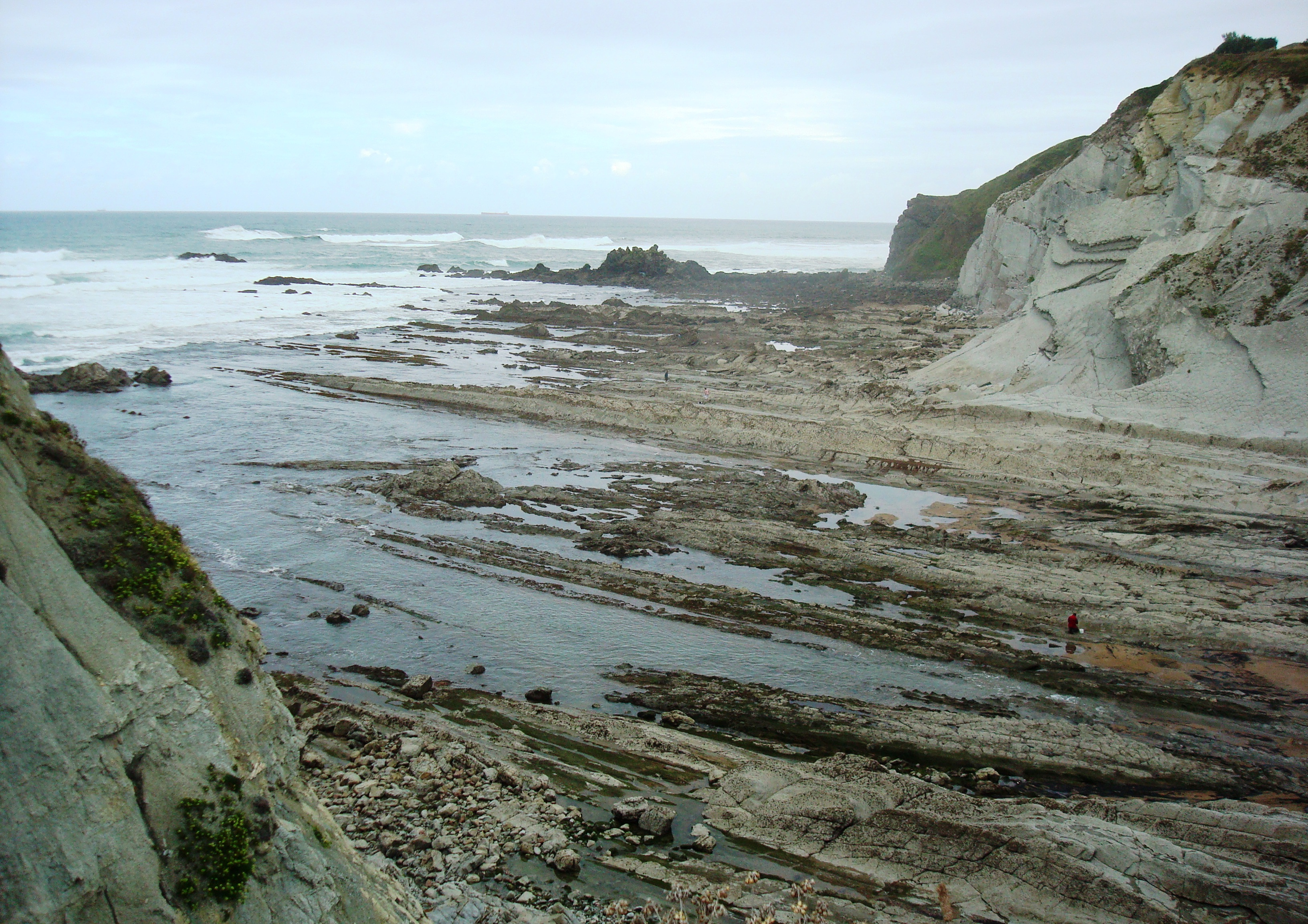
Esculls rocosos de la platja de Sopela.

Es poden trobar diverses associacions basades en la pràctica de l'esport, com la Societat Esportiva Ugeraga (futbol, bàsquet, ciclisme...) o Peña Txuri (surf).
Altres tipus d'associacions proliferen també en el municipi: Itzartu (Associació de Dones), Barinatxe Taldea (txistu, tamboril...), Uribe Bazterra (Banda de Música), associació de Comerciants, AIB (Associació Internautes Bodyboard), SUGA (assemblea de joves), plataforma contra l'OTAN...

## Personatges il·lustres
- Joane Somarriba
- Leire Pinedo
- Fidel Arciniega
- Armando Riveiro de Aguliar Malda